# Panstenon agylla
Panstenon agylla is een vliesvleugelig insect uit de familie Pteromalidae. De wetenschappelijke naam is voor het eerst geldig gepubliceerd in 1850 door Walker.